# Uroboros (álbum)
Uroboros (estilizado UROBOROS) es el séptimo álbum de la banda de metal japonés DIR EN GREY. Fue lanzado el 11 de noviembre del 2008. El álbum lleva en nombre del símbolo uróboros, que es un animal serpentino que muerde su cola, este representa el esfuerzo eterno, el esfuerzo inútil o algún ciclo.

## Canciones
Todas las letras escritas por Kyo, toda la música compuesta por Dir En Grey. 
| N.º | Título                                                | Duración |  |
| 1.  | «SA BIR»                                              | 2:00     |  |
| 2.  | «VINUSHKA»                                            | 9:37     |  |
| 3.  | «RED SOIL»                                            | 3:24     |  |
| 4.  | «慟哭と去りぬ» (Doukoku to Sarinu)                    | 3:48     |  |
| 5.  | «蜷局» (Toguro)                                       | 3:57     |  |
| 6.  | «GLASS SKIN»                                          | 4:27     |  |
| 7.  | «STUCK MAN»                                           | 3:34     |  |
| 8.  | «冷血なりせば» (Reiketsu Nariseba)                    | 3:33     |  |
| 9.  | «我、闇とて...» (Ware, Yami Tote...)                  | 7:01     |  |
| 10. | «BUGABOO»                                             | 4:43     |  |
| 11. | «凱歌、沈黙が眠る頃» (Gaika, Chinmoku ga Nemuru Koro) | 4:22     |  |
| 12. | «DOZING GREEN»                                        | 4:05     |  |
| 13. | «INCONVENIENT IDEAL»                                  | 4:23     |  |

## UROBOROS [Remastered & Expanded]
El 11 de enero de 2012, el álbum UROBOROS fue relanzado al público, esta vez remasterizado y expandido. Con el regreso del ingeniero de sonido, Tue Madsen, quien trabajó en el anterior álbum de la banda, DUM SPIRO SPERO, el sonido de UROBOROS volvió a nacer. Además de la remasterización, una versión expandida de SA BIR fue incluida, que solo había sido oída en conciertos. Las versiones en japonés de GLASS SKIN y DOZING GREEN, que solo habían sido publicadas en sus respectivos singles y también en bonus tracks de varias versiones de UROBOROS original, reemplazaron sus versiones en inglés que venían en el álbum. HYDRA -666- también fue incluida, proveniente del sigle DOZING GREEN, siguiendo la pista 9 "Ware, yami tote...". Y como última inclusión aparece como pista 11 BUGABOO RESPIRA, una versión más corta y a capela de BUGABOO, que solo había sido incluida en la versión en disco de vinilo de UROBOROS.

### Canciones
Todas las letras escritas por Kyo, toda la música compuesta por Dir En Grey. 
| N.º | Título                                                | Duración |  |
| 1.  | «SA BIR»                                              | 3:52     |  |
| 2.  | «VINUSHKA»                                            | 9:37     |  |
| 3.  | «RED SOIL»                                            | 3:24     |  |
| 4.  | «慟哭と去りぬ» (Doukoku to Sarinu)                    | 3:48     |  |
| 5.  | «蜷局» (Toguro)                                       | 3:57     |  |
| 6.  | «GLASS SKIN»                                          | 4:27     |  |
| 7.  | «STUCK MAN»                                           | 3:34     |  |
| 8.  | «冷血なりせば» (Reiketsu Nariseba)                    | 3:33     |  |
| 9.  | «我、闇とて...» (Ware, Yami Tote...)                  | 7:01     |  |
| 10. | «HYDRA -666»                                          | 3:40     |  |
| 11. | «BUGABOO RESPIRA»                                     | 2:09     |  |
| 12. | «BUGABOO»                                             | 4:43     |  |
| 13. | «凱歌、沈黙が眠る頃» (Gaika, Chinmoku ga Nemuru Koro) | 4:22     |  |
| 14. | «DOZING GREEN»                                        | 4:05     |  |
| 15. | «INCONVENIENT IDEAL»                                  | 4:23     |  |

- Datos: Q204779